# Bicicleta e Melancia
Bicicleta e Melancia é uma série de televisão brasileira, exibida entre 25 de outubro de 2010 e 5 de outubro de 2011 pelo canal pago Multishow. A série foi escrita por Rodrigo Nogueira e dirigida por Jorge Nassaralla. A primeira temporada foi exibida de 25 de outubro à 25 de novembro de 2010. A segunda e última temporada foi exibida entre 5 de agosto e 5 de outubro de 2011. Por passarem nos testes para Rebelde, Sophia Abrahão e Arthur Aguiar não retornaram para a segunda temporada.

## Sinopse
Marco é um surfista que gosta de praia, diversão e levar a vida sem compromissos românticos ou profissionais. Diana é uma moça culta e estudiosa, que vive para os livros e pensando no futuro da carreira. Apesar de serem totalmente diferentes um do outro, Marco e Diana se apaixonam e tem que lidar com bom humor com os conflitos de personalidade e vivência de cada um deles.

## Elenco

### Principal
| Ator                 | Personagem      | Temporadas | Temporadas |
| Ator                 | Personagem      | 1ª 2010    | 2ª 2011    |
| -------------------- | --------------- | ---------- | ---------- |
| Daniel Dalcin        | Marco           |            |            |
| Vitória Frate        | Diana           |            |            |
| Igor Cosso           | Cláudio         |            |            |
| Sophia Abrahão       | Gabriela (Gabi) |            |            |
| Arthur Aguiar        | Estevão         |            |            |
| Bruno Gradim         | Gastão          |            |            |
| Helder Agostini      | Fred            |            |            |
| Fernando Alves Pinto | Antônio         |            |            |
| Fernanda Pontes      | Virgínia        |            |            |
| Ana Baird            | Marta           |            |            |
| Tayana Dantas        | Samara          |            |            |
| Nina Morena          | Tânia           |            |            |

### Participações especiais
| Ator            | Notas   |
| --------------- | ------- |
| Milena Martines | Vanessa |